# Alpercata
Alpercata är en kommun i Brasilien.   Den ligger i delstaten Minas Gerais, i den sydöstra delen av landet, 700 km sydost om huvudstaden Brasília. Antalet invånare är 7 172.
Omgivningarna runt Alpercata är huvudsakligen savann. Runt Alpercata är det glesbefolkat, med 9 invånare per kvadratkilometer.